# Akeridae
Akeridae is een familie van weekdieren uit de klasse van de Gastropoda (slakken).

## Geslacht
- Akera O. F. Müller, 1776